# Dahlgrenius szujeckii
Dahlgrenius szujeckii är en skalbaggsart som först beskrevs av Miłosz A. Mazur 1972.  Dahlgrenius szujeckii ingår i släktet Dahlgrenius och familjen stumpbaggar. Inga underarter finns listade i Catalogue of Life.